# ウィッチクラフト (ゲーム会社)
株式会社ウィッチクラフト（英: WITCHCRAFT inc.）は、東京都豊島区に所在するコンピュータゲームソフトウェアの企画・開発会社。

## 概要
ワイルドアームズシリーズの開発を勤めた金子彰史がメディア・ビジョンエンタテインメントから出資を受けて独立し、日本テレネット所属時代の同期であった遠藤正二朗と共に、2008年1月11日に設立。当初はメディア・ビジョン エンタテインメントの一角を間借りする形で設立されたが、同年11月に東京都豊島区に社屋を移転。2009年より本格的なゲーム開発を開始した。2015年10月、公式サイトにて、代表取締役社長を遠藤正二朗に交代し、同職にあった金子彰史を非常勤の取締役顧問としたことを発表した。なお、遠藤は2021年3月に退任しフリーランスとなっている。

## 開発タイトル
| タイトル                                                  | 発売元                             |
| --------------------------------------------------------- | ---------------------------------- |
| THE 裁判員 〜1つの真実、6つの答え〜                       | ディースリー・パブリッシャー       |
| 暗闇の果てで君を待つ                                      | ディースリー・パブリッシャー       |
| 魔法少女リリカルなのはA's PORTABLE -THE BATTLE OF ACES-   | バンダイナムコゲームス             |
| 魔法少女リリカルなのはA's PORTABLE -THE GEARS OF DESTINY- | バンダイナムコゲームス             |
| ヒーローズファンタジア                                    | バンダイナムコゲームス             |
| TIGER & BUNNY ～HERO'S DAY～                              | ディースリー・パブリッシャー       |
| 星葬ドラグニル                                            | スクウェア・エニックス             |
| 戦姫絶唱シンフォギア・リズムアクションゲーム              | ハピネット                         |
| はじめの一歩                                              | バンダイナムコゲームス             |
| 魔法科高校の劣等生 Out of Order                           | バンダイナムコゲームス             |
| 手裏剣戦隊ニンニンジャー ゲームでワッショイ!!             | バンダイナムコエンターテインメント |
| アイドルデスゲームTV                                      | ディースリー・パブリッシャー       |
| 仮面ライダーゴースト ゲームでカイガン!!                   | バンダイナムコエンターテインメント |
| オール仮面ライダー ライダーレボリューション               | バンダイナムコエンターテインメント |
| ゼルダの伝説 ブレス オブ ザ ワイルド                      | 任天堂                             |
| デジモンサヴァイブ                                        | バンダイナムコエンターテインメント |